# Sidhpur
Sidhpur (o Siddhapur) è una suddivisione dell'India, classificata come municipality, di 53.581 abitanti, situata nel distretto di Patan, nello stato federato del Gujarat. In base al numero di abitanti la città rientra nella classe II (da 50.000 a 99.999 persone).

## Geografia fisica
La città è situata a 23° 55' 0 N e 72° 22' 60 E e ha un'altitudine di 123 m s.l.m..

## Società

### Evoluzione demografica
Al censimento del 2001 la popolazione di Sidhpur assommava a 53.581 persone, delle quali 27.699 maschi e 25.882 femmine. I bambini di età inferiore o uguale ai sei anni assommavano a 6.354, dei quali 3.517 maschi e 2.837 femmine. Infine, coloro che erano in grado di saper almeno leggere e scrivere erano 37.880, dei quali 21.297 maschi e 16.583 femmine.